# Aguaviva
Aguaviva est une commune d’Espagne, dans la province de Teruel, communauté autonome d'Aragon comarque de Bajo Aragón.

## Géographie
Aguaviva est situé à l'est de L'Espagne dans la province de Teruel.
Le chef-lieu de la province est la ville de Teruel.

## Galerie

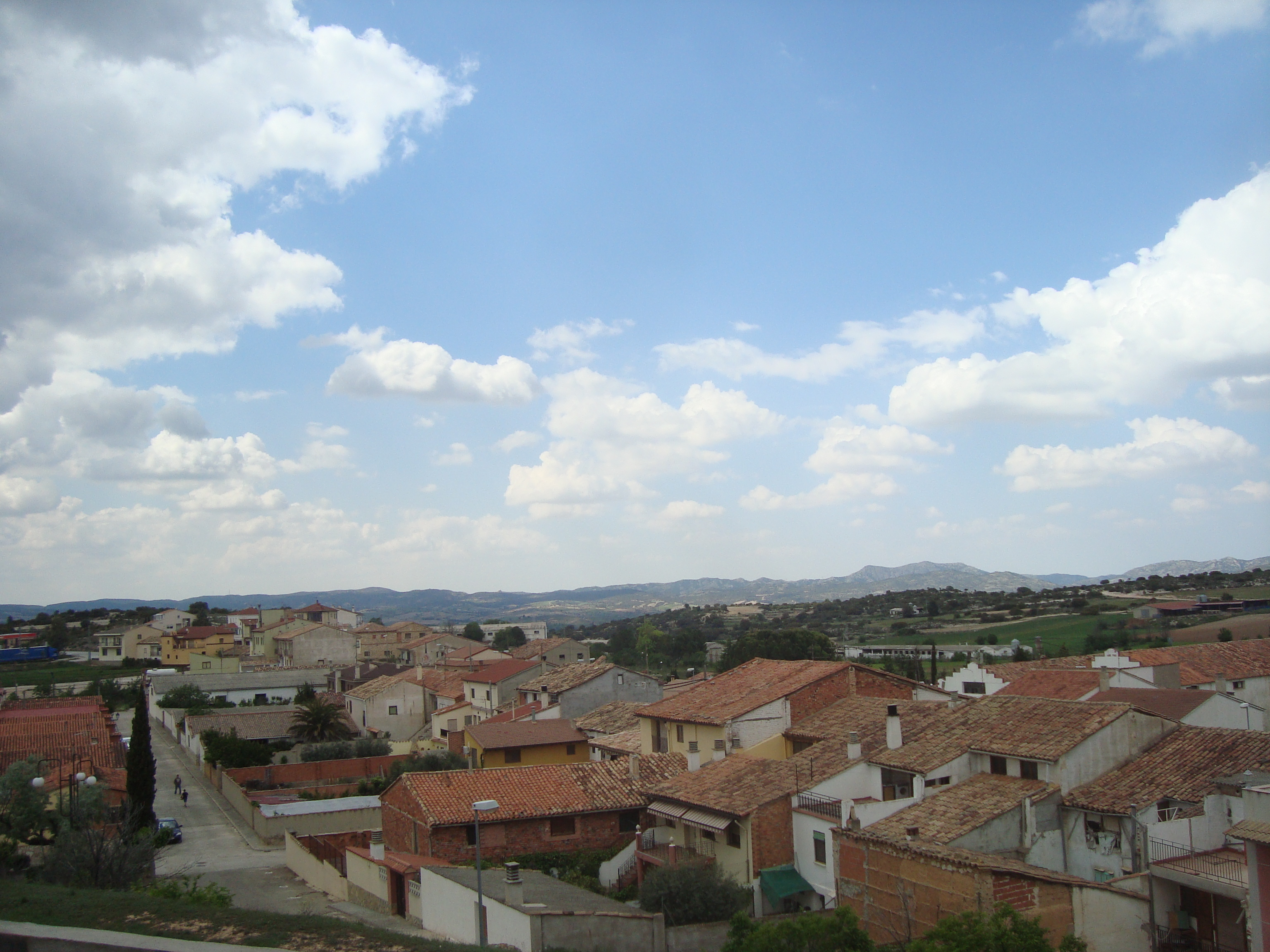
Aguaviva (Teruel).
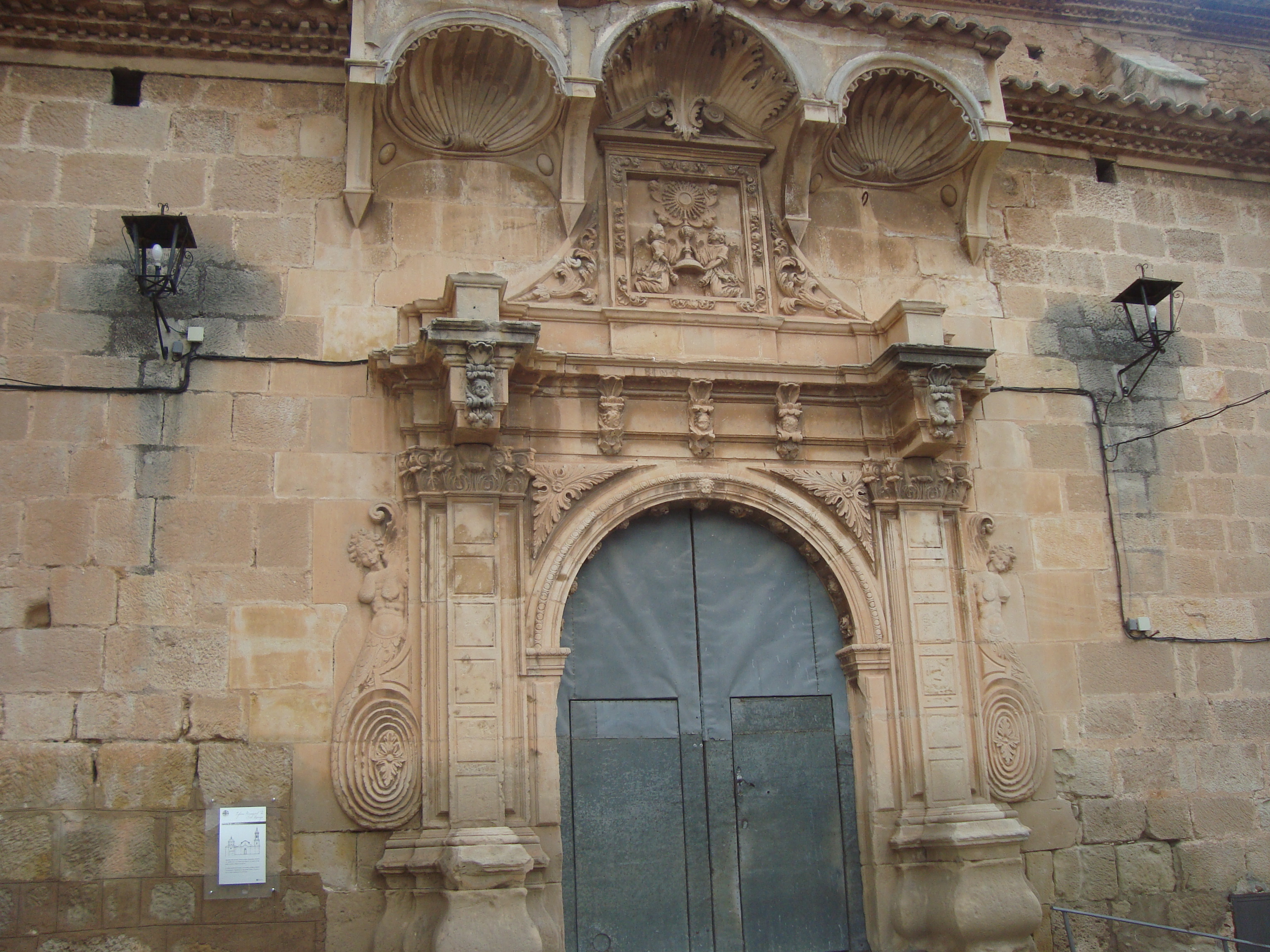
Iglesia parroquial de San Lorenzo (Aguaviva).
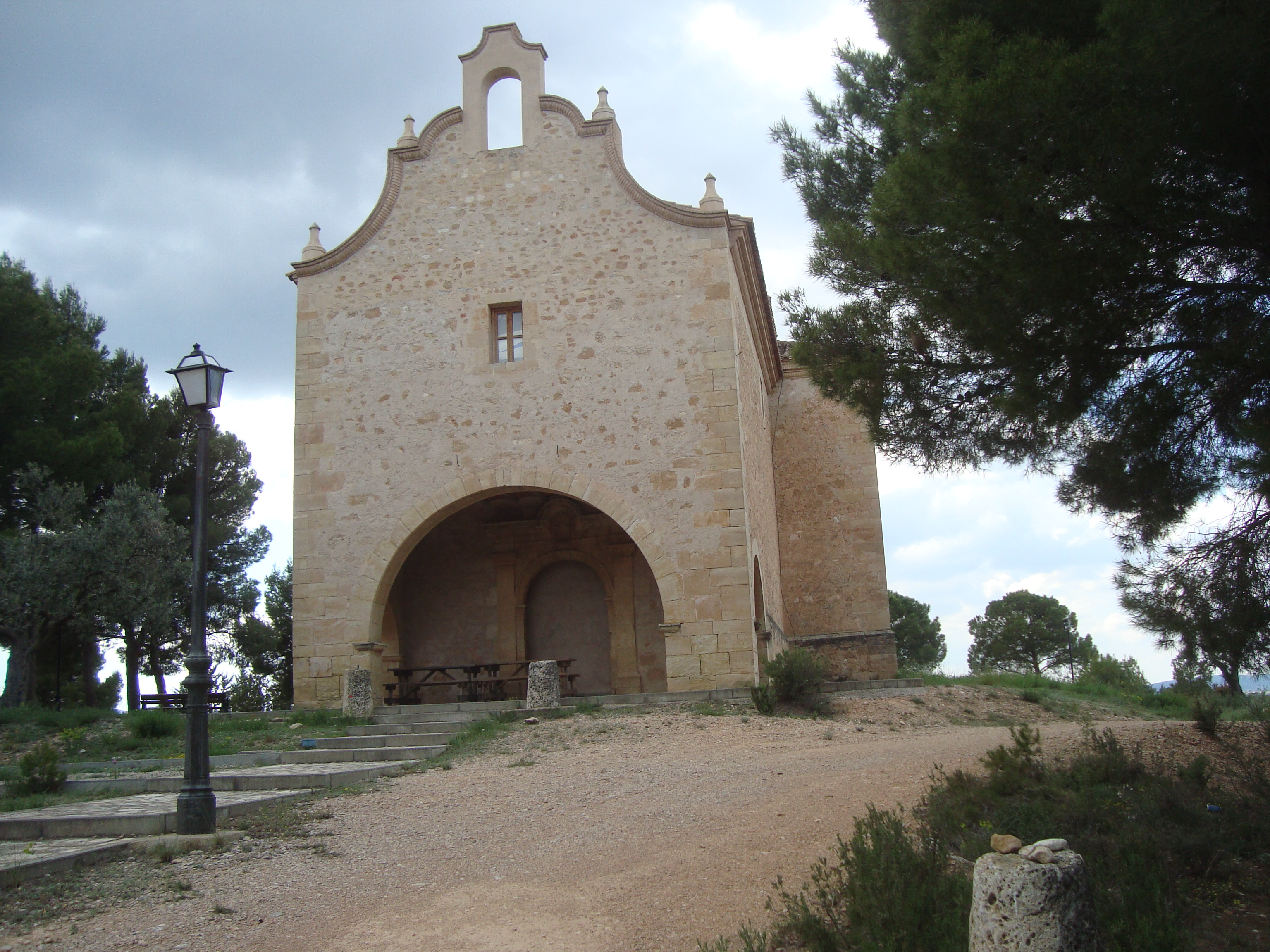
Ermita de Santa Bárbara (Aguaviva).
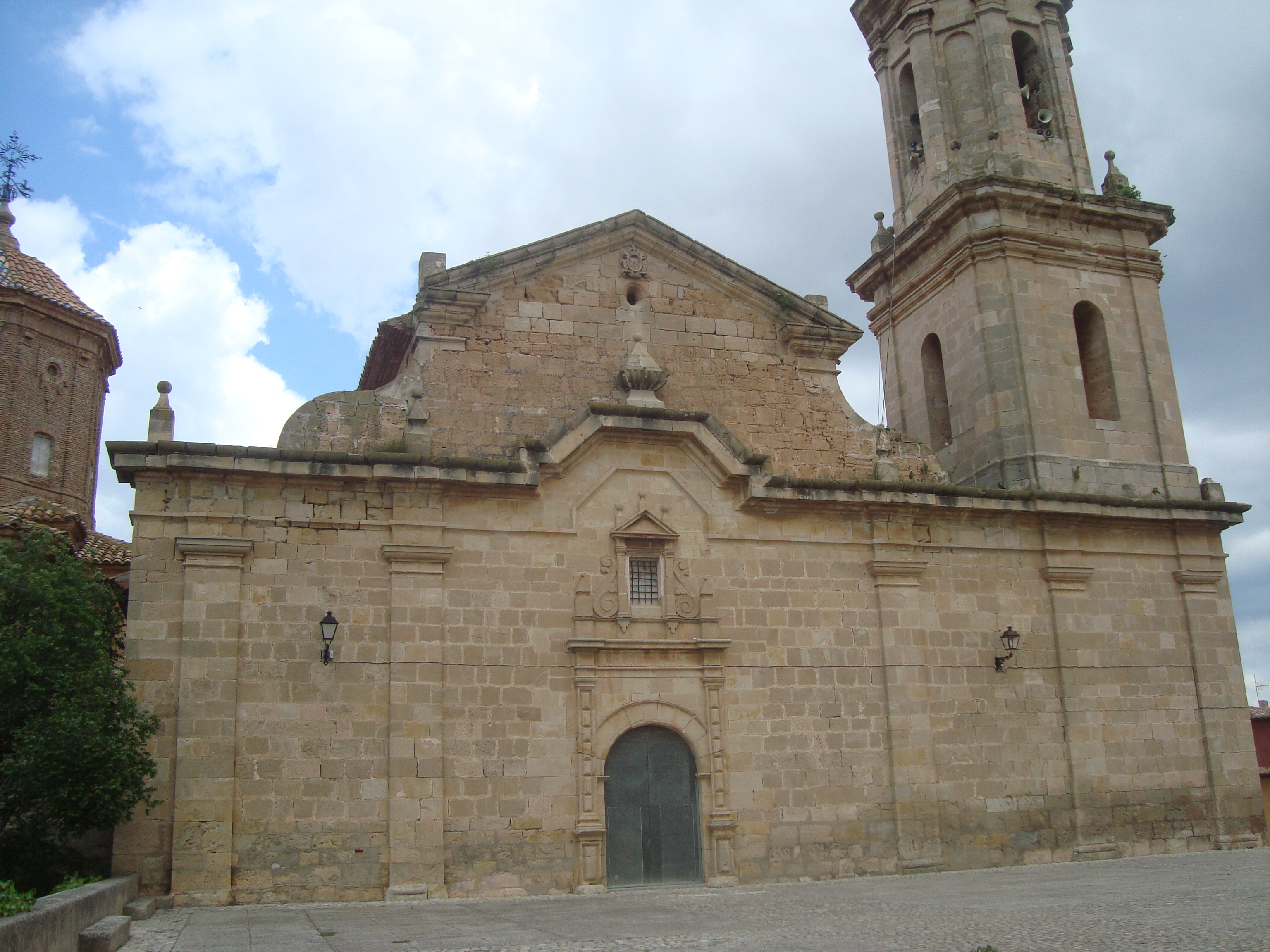
Parroquia de San Lorenzo (Aguaviva, Teruel).